# Ptochophyle volutisignata
Ptochophyle volutisignata là một loài bướm đêm trong họ Geometridae.